# 福岡デザイン&テクノロジー専門学校
福岡デザイン&テクノロジー専門学校（ふくおかデザイン&テクノロジーせんもんがっこう）とは、福岡県福岡市博多区にある私立専修学校。運営は学校法人滋慶学園。

## 沿革
ホームページ沿革より抜粋
- 1996年 - 学校法人滋慶文化学園が福岡コミュニケーションアート専門学校として創立。
- 1997年 - 第2校舎増築
- 1998年 - 第3・第4校舎増築 ペットビジネス科設置。
- 1999年 - 福岡スクールオブミュージック専門学校分離独立。（現校名：福岡スクールオブミュージック&ダンス専門学校）
- 2002年 - 福岡医健専門学校分離独立。（現校名：福岡医健・スポーツ専門学校）
- 2004年 - 福岡エコ・コミュニケーション専門学校分離独立。（現校名：福岡ECO動物海洋専門学校）
- 2010年 - 福岡デザインコミュニケーション専門学校へ校名変更。
- 2018年 - 福岡デザイン&テクノロジー専門学校へ校名変更。
- 2021年 - 運営する学校法人滋慶文化学園が学校法人滋慶学園と合併。本校は学校法人滋慶学園の運営となる。

## 設置学科
ホームページ 学科・コースより抜粋
- スーパークリエーター科（4年制　高度専門士）
  - スーパーゲームクリエーター専攻
  - ゲームグラフィック&キャラクターデザイン専攻
  - e-sportsマネジメント専攻
  - スーパーCG&映像クリエーター専攻
  - グラフィックデザイン&イラスト専攻
  - スーパーコミックイラスト専攻
  - ホワイトハッカー専攻
  - AIエンジニア専攻
  - スーパーITエンジニア専攻

- クリエーティブデザイン科（3年制　専門士）
  - ゲームプログラマー専攻
  - e-sportsプロゲーマー専攻
  - CGクリエーター専攻
  - ネット動画クリエーター専攻
  - コミックイラスト&マンガ専攻
  - アニメーション専攻
  - ノベル&シナリオ専攻
  - ITエンジニア専攻